# Бурманци
Бурманци (бурм. ဗမာလူမျိုး), кроз историју познатији и као Бамари, већински су народ у Мјанмару, где чине око 68% његовог становништва (или 30.110.000). Припадају сино-тибетанској породици народа. Бурманци припадају монголоидној раси, а већином су настањени у пределу басена реке Иравади и претежно говоре бурманским језиком, који спада у сино-тибетанску језичку породицу и званични је језик Мјанмара. У суседним државама најбројнији су у Тајланду (2,9 милиона) и Аустралији (107 хиљада), а ван Мјанмара укупно их има око 3 милиона.
У неким случајевима, термин Бурманци се односи на све становнике државе Мјанмар без обзира какве су националности. Сматра се да их у свету има више од 33 милиона.
Остали мањи народи који живе у Мјанмару су Карени (6 милиона), Шан (5 милиона), Ракине (2,35 милиона) и Мони (1,2 милиона).

## Порекло
Бурманци се служе бурманским језиком који припада сино-тибетанској породици језика. Говорници бурманског су прво мигрирали из данашње јужне Кине, тачније из провинције Јунан. На подручје Мјанмара су стигли у 7. веку, где су стигли касније у односу на народ Мон. ДНК анализе Бурманаца из 2014. године показују да су Бурманци „типични јужноазијски народ”, али су такође на њих значајне утицаје оставили индијски народи (претежно Хиндуси, Бенгалци) као и народи са севера (Кинези). Гени код Бурманаца су више израженији него код националних мањина Мјанмара (нпр. Карени).
Кинески извори из 9. века индицирају то да су сино-тибетанска племена приказана близу подручја реке Иравади. Сматрају се прецима Бурманаца.

## Језик
Осим Бурманаца, бурмански језик говоре и други народи на простору Мјанмара. Већина речи су из сино-тибетанских језика, али због снажног утицаја народа са запада бурмански је усвајао и речи из индоевропских језика (хинду, енглески). Постоји мањи број дијалеката овог језика, којима се служе људи искључиво у приобалним подручјима Мјанмара.

## Религија
По вероисповести су углавном теравада будисти.